# Google Сообщения
Google Сообщения (ранее известное как Android Сообщения) — это приложение для обмена текстовыми и мгновенными сообщениями, созданное компанией Google в 2014 году и предназначенное для операционной системы Android. С 2018 года приложение поддерживает протокол Rich Communication Services в рамках сервиса «функции чата». 
К апрелю 2020 года число загрузок приложения превысило 1 миллиард.  Рост популярности связан с внедрением Rich Communication Services (RCS), которое не требует обязательной поддержки со стороны мобильных операторов и доступно в большинстве стран.

## Функции
- Приложение поддерживает Rich Communication Services с использованием серверов Jibe, которые используют универсальный профиль RCS[4], продаваемый пользователям как «функции чата». Он также имеет интеграцию с приложением Google для видеозвонков Duo[5]. Сообщения также доступны в Интернете, что позволяет отправлять и получать сообщения не только из приложения. Для данной функции необходима передача данных по мобильной сети.
- Доступ к чат-боту Gemini на некоторых устройствах Pixel и Galaxy[6].
- Тесная интеграция с экосистемой Google, например с Google Календарь, Meet , Картами, YouTube, Фото , Контактами, поисковой системой Google  , Google Ассистентом и т. д.